# Eloy Olaya
Eloy José Olaya Prendes (Gijón, Asturias, España, 10 de julio de 1964), conocido como Eloy, es un exfutbolista y comentarista deportivo español.

## Trayectoria

### Como jugador
Se formó en el fútbol base del Real Sporting de Gijón, adonde llegó procedente de los equipos del Colegio Inmaculada. Debutó con el primer equipo el 28 de noviembre de 1979, cuando contaba con quince años, al disputar un encuentro de Copa del Rey ante el C. D. Turón en el que anotó el primer gol del Sporting.
Jugó su primer partido en Primera División el día 10 de noviembre de 1982, ante el C. A. Osasuna. En 1988 fue fichado por el Valencia C. F., donde permaneció siete campañas. Con la llegada del técnico Carlos Alberto Parreira pasó a tener un rol marginal en el equipo, por lo que fue traspasado al club de sus orígenes, el Sporting de Gijón, donde disputó dos temporadas. Al término de la campaña 1997-98 dio por concluida su carrera deportiva en el C. D. Badajoz de Segunda División.

### Como entrenador
Entre 2001 y 2006 ocupó la secretaría técnica del Real Sporting de Gijón. Desde el 23 de septiembre de 2008, y hasta junio de 2011, fue el seleccionador de Asturias sub-16. En la temporada 2011/12 desempeñó el mismo cargo en categoría sub-18.

### Comentarista deportivo
Es comentarista deportivo en la Radiotelevisión del Principado de Asturias desde su creación.

## Selección nacional
Debutó con la selección española el día 20 de noviembre de 1985 en un partido disputado en Zaragoza ante Austria que finalizó 0-0. En total, fue internacional en quince ocasiones y llegó a anotar cuatro goles. Formó parte del combinado español que participó en el Mundial de 1986 y quedó eliminado en cuartos de final tras la tanda de penaltis ante Bélgica; Eloy fue quien erró el penalti decisivo. Además, ese mismo año se proclamó campeón de la Eurocopa Sub-21.

### Participaciones en Copas del Mundo
| Mundial                        | Sede   | Resultado        |
| ------------------------------ | ------ | ---------------- |
| Copa Mundial de Fútbol de 1986 | México | Cuartos de final |

### Participaciones en Eurocopas
| Copa          | Sede                | Resultado    |
| ------------- | ------------------- | ------------ |
| Eurocopa 1988 | Alemania Occidental | Primera fase |

## Clubes
| Club                   | País   | Año       |
| ---------------------- | ------ | --------- |
| Sporting Atlético      | España | 1979-1983 |
| Real Sporting de Gijón | España | 1979-1988 |
| Valencia C. F.         | España | 1988-1995 |
| Real Sporting de Gijón | España | 1995-1996 |
| C. D. Badajoz          | España | 1996-1997 |

## Palmarés

### Copas internacionales
| Título          | Club               | País                              | Año  |
| --------------- | ------------------ | --------------------------------- | ---- |
| Eurocopa Sub-21 | Selección española | Roma (Italia) Valladolid (España) | 1986 |